# Renate Zajączkowska
Renate Zajączkowska (geb. Sinko, auch als Renata Zajączkowska bekannt; * 5. August 1931 in Gleiwitz, Provinz Oberschlesien) ist eine Verbandsfunktionärin und Angehörige der Deutschen Minderheit in Polen. Zajączkowska war langjährige Vorsitzende der Deutschen Sozial-Kulturellen Gesellschaft in Breslau (DSKG Breslau) und Vorstandsmitglied und stellvertretende Vorsitzende des Verbandes der deutschen sozial-kulturellen Gesellschaften in Polen (VdG), ferner ist sie in mehreren weiteren Organisationen und Vereinen aktiv.

## Leben
Renate Sinko wurde am 5. August 1931 in der oberschlesischen Stadt Gleiwitz als Kind einer deutschen römisch-katholischen Familie geboren. Als Schülerin arbeitete sie in den 1950er Jahren in den Ferien in Breslau in einem Altenheim für Repatrianten. Dort lernte sie auch ihren künftigen polnischen Ehemann kennen und zog später nach Breslau. Während ihre Familie in den 1960er Jahren nach Deutschland aussiedelte, blieb sie mit ihrem Ehemann in Breslau.
Nach der politischen Wende im Ostblock wurde Zajączkowska 1989 in den Vereinen der Deutschen Minderheit aktiv und wurde Mitglied der DSKG Breslau, wo sie über mehrere Jahre zur Vorstandsvorsitzenden gewählt wurde. Dieses Amt legte sie 2019 nieder.
Im Dezember 2007 erhielt Zajączkowska durch den Woiwoden der Woiwodschaft Niederschlesien Rafał Jurkowlaniec das Silberne Verdienstkreuz der Republik Polen. 2009 erhielt sie für ihr Engagement das Bundesverdienstkreuz am Bande der Bundesrepublik Deutschland. Am 28. November 2012 wurde ihr in Uttenreuth das Schlesierkreuz der Landsmannschaft Schlesien überreicht. 2016 erhielt sie vom Land Niedersachsen den Sonderpreis des Kulturpreises Schlesien. Am  14. Juni 2017 erhielt sie das Goldene Verdienstkreuz des Präsidenten der Republik Polen, das ihr durch den Woiwoden Paweł Hreniak verliehen wurde. 2020 erhielt Zajączkowska den Edith-Stein-Preis der Edith-Stein-Gesellschaft für die Mitbegründung und ihr langjähriges Engagement in der Edith-Stein-Gesellschaft, für ihre Arbeit im Dienste des deutsch-polnischen Dialogs und für die Herausgabe des Stadtführers „Edith Stein. Spuren in Breslau“.
Derzeit ist sie als Vorsitzende in der Wohltätigkeitsgesellschaft der Deutschen in Schlesien karitativ tätig.